# Хоенберг (австрийски род)
Хоенберг (на немски: Hohenberg) е австрийска фамилия на херцозите и князете до 1919 г. в Австро-Унгария.
Хоенбергите произлизат от сключения на 1 юли 1900 г. морганатичен брак на убития през 1914 г. в атентата в Сараево престолонаследник ерцхерцог Франц Фердинанд фон Австрия-Есте (1863-1914) и съпругата му графиня София Хотек фон Шоткова (1868-1914). По мъжка линия те произлизат от императорската фамилия Хабсбург-Лотаринги и по женска линия от стария бохемски благороднически род Хотек фон Шотков и Вогнин.
На 8 август 1900 г. графиня София Хотек, заедно с нейните бъдещи брачни деца, получава от император Франц Йосиф името Хоенберг, издигната е в австрийското княжеско съсловие и получава като съпруга на престолонаследника личен герб.
От този брак се раждат децата:
- София (1901–1990)
- Максимилиан (1902–1962)
- Ернст (1904–1954)
- дете, родено мъртво през 1908 г.

На 4 октомври 1909 г. княгинята на Хоенберг е издигната на херцогиня на Хоенберг, което не се отнася за нейните деца.
Император Карл I дава на децата на престолонаследническата двойка на 31 август 1917 г. наследствен герб и титлите херцог или княз. Техните деца получават княжеската титла фон Хоенберг.